# 유엔 말리 다각적 통합 안정화 임무
유엔 말리 다각적 통합 안정화 임무 또는 약칭으로 MINUSMA는 유엔이 말리에서 수행 중인 평화유지작전 임무이다. 유엔 안전 보장 이사회 결의 제2100호에 의해 2013년 4월 25일 설립되었으며, 이 임무의 목표는 투아레그 반란 이후의 말리를 안정화하는 것이다. 2013년 7월 1일 공식적으로 파병을 시작했다. 이 임무 외에도 말리 내에서 평화 유지 작전이 이어질 예정이다. 유럽 연합이 주도하는 EUTM 말리와 EUCAP 사헬 말리가 그것이다.

## 역사
2012년 북부 말리의 투아레그 및 다른 민족들이 아자와드 지역에서 아자와드 민족해방운동을 설립하여 반란을 일으켰다. 2011년 리비아 내전 이후 무기가 대량으로 유입되고 2012년 말리 쿠데타 이후 무기를 쉽게 얻을 수 있게 된 이후, 이들은 말리군을 상대로 초기에 승리를 거두었다. 쿠데타 이후 반군은 가오, 팀북투, 키달을 점령하고 북부 말리 전체로 진군하기 시작했다. 서아프리카 경제 공동체가 경제 제재 및 봉쇄를 한 이후 서아프리카 경제 공동체의 부르키나파소의 대통령 블레이즈 콩파오레가 주선한 거래가 성사되었고, 아마두 사노고가 디온쿤다 트라오레에게 선거가 있을 때까지 권력을 인계하는 것이 조건이었다.
2013년 7월 1일 12,600명의 유엔 평화유지군 중 6,000명의 병력이 서아프리카 경제 공동체와 프랑스가 주도하는 아프리카 주도 말리 국제지원임무로부터 북부 말리 순찰 책임권을 공식적으로 인계받았다. 이 집단은 2013년 말리 대통령 선거에서 중요한 역할을 했을 것이라고 본다. 말리에 파견된 평화유지군은 유엔 역사상 세번째로 큰 규모이다.

## 조직 및 병력
말리의 수도인 바마코에 MINUSMA의 본부가 있다. 군 정보는 정보부가 다른 곳으로 이동시킬 예정이다. 벨기에 중령 장폴 데코닝크가 사령관이다.

## 같이 보기
- 북부 말리 분쟁
- EUTM 말리
- 아프리카 주도 말리 국제지원임무